# Venus im Frack
Venus im Frack ist eine deutsche Stummfilm-Emanzipationskomödie aus dem Jahre 1927 von Robert Land mit Carmen Boni, Evi Eva, Max Hansen und Georg Alexander in den Hauptrollen.

## Handlung
Frau Dr. Dorothee d′Espard ist eine durch und durch emanzipierte, französische Rechtsanwältin, die sich ihren Weg nach oben gegen eine ignorante Männerwelt, ja geradezu gegen ein patriarchalisches Machosystem erkämpfen musste. Heute geht ihre Skepsis gegen das ewig Männliche sogar so weit, dass sie jeder Frau zur Scheidung raten würde, wenn sie schon nicht selbst diese juristische Trennung von Tisch und Bett anwaltlich vertreten kann. Selbstverständlich präferiert Frau Doktor in ihrer Anwaltskanzlei weibliche Hilfskräfte. Nun steht sie vor ihrem einhundertsten Scheidungsprozess, und der soll ausgerechnet in England stattfinden. Dies ist ein Problem, denn als Französin hat sie dort keine anwaltliche Zulassung. Wohl oder übel muss sie, um an diesem für sie hochinteressanten Verfahren teilnehmen zu können, einen Briten heiraten, um auf diesem Wege die britische Staatsbürgerschaft zu erlangen. Sehr geschäftsmäßig kühl geht Frau Dr. d‘Espard per Annonce auf Ehemann-Suche, um aber gleich jedem Interessenten zu verkünden, dass eine anschließende Scheidung Grundvoraussetzung für diesen fragwürdigen Deal ist.
In Charles Wright, einem wohlhabenden Briten, der ernsthaftes Interesse an dieser zwar schwierigen, aber auch interessanten Frau zeigt, findet sie einen geeigneten Ehe-auf-Zeit-Kandidaten. Dorothee weiß nicht, dass sie einem „Komplott“ in die Falle geht. Dieser charmante Weltbürger ist ein guter Freund von Georges Rigaud, seines Zeichens wiederum Gatte von Dorothees bester Freundin und rechten Hand Dr. Hortense Blondet. Die bewundert zwar ihre Freundin und spielt ihr gegenüber die Emanzipierte vor, steht aber Dorothees Männerfeindschaft in zunehmendem Maße skeptisch gegenüber. Nachdem nun die Ehe mit Charles geschlossen ist, glaubt sich Dorothee bezüglich des Prozessverfahrens auf der sicheren Seite. Als Charles eine schwerwiegende Krankheit vortäuscht, ist es Dorothee, die ihn aufopfernd zu pflegen beginnt, da sie sich längst in ihn verliebt hat. Umso entsetzter ist die Anwältin, als Charles ihr unmittelbar vor ihrem großen Triumph im englischen Gericht eröffnet, dass er nur deshalb an dieser Charade teilgenommen habe, um sie von ihrem Männerhass zu kurieren. Da Charles’ Gefühle für sie aber ebenso echt sind wie die ihren für ihn und Dorothee obendrein erfahren muss, dass das Gros ihrer Mitarbeiterinnen, anders als behauptet, in Wahrheit längst in festen Männerhänden ist, verraucht ihr Zorn rasch und sie beginnt ihre Einstellung zum anderen Geschlecht zu revidieren.

## Produktionsnotizen
Die Außenaufnahmen zu Venus im Frack entstanden an der Côte d’Azur. Der Film passierte die Zensur am 1. April 1927 und wurde zwölf Tage darauf in Berlins Beba-Palast Atrium uraufgeführt. Der mit Jugendverbot belegte Achtakter besaß eine Länge von 2437 Meter. 
Günther Stapenhorst übernahm die Produktionsleitung. O. F. Werndorff entwarf die von Erich Zander umgesetzten die Filmbauten. 

## Kritik
Im Kino-Journal heißt es: „Ein aktuelles Thema, das der Frau, die sich nicht mehr die zweite Rolle neben dem Herrn der Schöpfung zuerteilen lassen will, die sich im Beruf, Lebensführung vollständig von ihm freimachen, und in der freundschaftlichen Gemeinsamkeit mit ihren Geschlechtsgenossinnen Ersatz für Liebe, Eheglück suchen und finden will. Das kurze Haar, die vermännlichte Kleidung bildet gleichsam den Auftakt zu dieser neuen Lebenssymphonie. (…) Georg Alexander und Carmen Boni verkörpern die Hauptrollen vorzüglich.“